# 그랜드 하얏트 서울

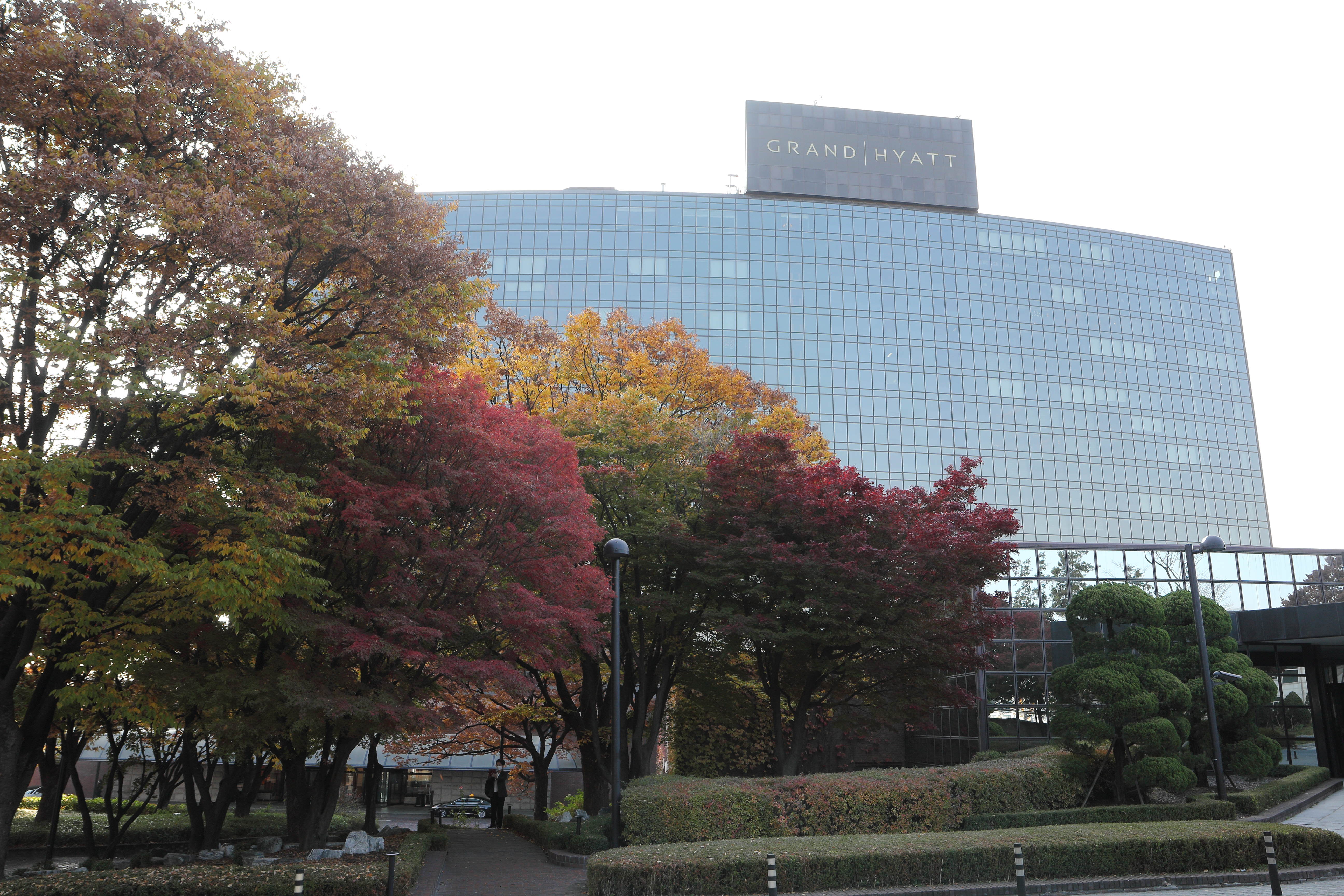
그랜드 하얏트 서울의 외관.

그랜드 하얏트 서울(Grand Hyatt Seoul)은 대한민국 서울특별시 용산구 소월로 322에 위치한 5성급 호텔이다. 1978년 7월에 하야트 리젠시 서울로 개장하였다. 1993년에 그랜드 하얏트 서울로 격상되었다. 하얏트 호텔 체인점 중 하나이다. 객실은 615실이고 층수는 지상 20층이다. 90년대 이후 방한한 미국 대통령 전원이 이 호텔의 프레지덴셜 스위트룸에서 숙박했다.

## 같이 보기
- 서울용산국제학교